# 듀크 엘링턴
듀크 엘링턴(영어: Duke Ellington, 1899년 4월 29일 ~ 1974년 5월 24일)은 미국의 피아니스트이다. 수많은 곡을 작곡한 작곡가이자, 오케스트라를 이끈 밴드 리더이다.
1920년대 10인 이상의 밴드 활동을 시작한 그는 빅밴드 재즈의 창시자 중 한명으로 평가받는다. 50여 년 동안 작곡한 그의 많은 작품이 재즈 스탠다드로 일컬어진다.

## 생애

### 어린 시절
에드워드 케네디 엘링턴(Edward Kennedy Ellington)이란 본명으로 워싱턴 D.C.에서 제임스 에드워드 엘링턴과 데이지 케네디 엘링턴 부부 사이에 태어났다. 7세때 피아노를 연주하기 시작하여, 17세가 되면서 프로 데뷔를 하였다.

### 밴드 활동
1923년 같은 워싱턴 시민들이었던 엘머 스노우든 밴드(Elmer Snowden Band)의 단원으로서 뉴욕으로 이주하여, 곧 그 밴드를 차지하게 된다. 1927년부터 1932년까지 엘링턴의 밴드는 할렘의 커튼 클럽에서 클럽 밴드(House Band)로 알려졌다. 거기서 그들은 정글 음악이라 불리는 리듬적, 낭만적 음향을 연주하였다.
밴드의 평판은 《Mood Indigo》(1930), 《Creole Rhapsody》(1931), 《It Don't Mean a Thing If Ain't Got That Swing》(1932), 《Sophisticated Lady》(1933), 《Solitude》(1934), 《Ina Sentimental Mood》(1935) 등을 포함한 엘링턴의 작곡들의 녹음을 통하여 차차 번창하였다. 대개 1930년대 중반부터 1940년대 중반까지는 엘링턴의 가장 창조적 기간으로 숙고되었다.
그의 가장 높이 여겨지는 많은 녹음들이 이 시기에 이루어졌는 데, 《Harlem Air-shaft》, 《Jack the Bear》, 《Ko-Ko》, 《Concerto for Cootie》(1940) 등을 포함한다. 1939년에는 빌리 스테이혼이 엘링턴의 밴드에 작곡가 겸 편곡가로 가입하였다. 그들은 가끔 함께 작곡을 하였으며, 스테이혼은 밴드의 주제곡 《Take the A Train》(1941)을 작곡하였다.
색소폰 연주자 조니 호지스와 해리 카니 같은 엘링턴의 주요 음악인들은 그와 함께 10여 년 동안 있으면서, 듀크 엘링턴 밴드하면 떠오르는 음향을 만드는데 공헌하였다. 그의 다른 중요한 음악인들로는 테너 색소폰 연주자 벤 웹스터와 폴 곤살베스, 트롬본 연주자 조 낸턴과 로렌스 브라운, 클라리넷 연주자 바니 비가드, 트럼펫 연주자 렉스 스튜어트, 클라크 테리, 쿠티 윌리엄스, 레이 낸스, 베이스 연주자 지미 블랜턴 등이 있다.
1940년대 시작에 엘링턴은 《Black, Brown, and Beige》(1943) 같은 장기적 작품을 작곡하였다. 1960년대 동안에는 몇몇의 영화 스코어들을 작사하고, 신성한 음악을 작곡하기 시작하였다. 저서로는 《음악은 나의 연인》(1973)이 있다.
1971년도에 버클리 음악대학에서 명예박사 학위를 수여받았다.
1974년 5월 24일 뉴욕에서 75세의 나이로 사망하였다.